# Convent de Jesús (València)
El Convent de Religiosos Franciscans de Santa Maria de Jesús, o convent de Jesús, de València és un antic convent franciscà situat al barri de Patraix de la ciutat de València, al límit amb el barri de Jesús al qual donà nom.
Fou fundat el 1428 per Mateu Guimerà d'Agrigent, de l'ordre dels franciscans observants de Bernadí de Siena, amb el suport d'Alfons el Magnànim, al costat del poble de Patraix, avui en dia barri de la ciutat de València. S'ubicà sobre una antiga ermita i des del segle xv esdevingué el principal monument de la zona.
Personatge destacat del convent durant el segle xvi fou el beat Nicolau Factor.
Al segle xviii fou remodelat, i s'hi construí el claustre i l'església neoclàssics actualment existents. Amb les desamortitzacions del segle xix l'església del convent fou convertida en l'església parroquial de Santa Maria de Jesús, mentre que la resta d'edificis del convent tingué diferents usos. Especialment entre 1867 i 1993 fou la seu del manicomi provincial, dedicat al pare Jofré, que originà a València la frase estar camí de Jesús com a sinònim d'haver-se tornat boig.
Actualment les instal·lacions acullen diversos edificis públics com l'Arxiu General de la Diputació de València, el Centre de Salut Pare Jofre i la Junta Municipal de Patraix.